# Chlorophorus obliteratus
Chlorophorus obliteratus är en skalbaggsart som först beskrevs av Ludwig Ganglbauer 1890.  Chlorophorus obliteratus ingår i släktet Chlorophorus och familjen långhorningar. Inga underarter finns listade i Catalogue of Life.